# Judith Hofmann

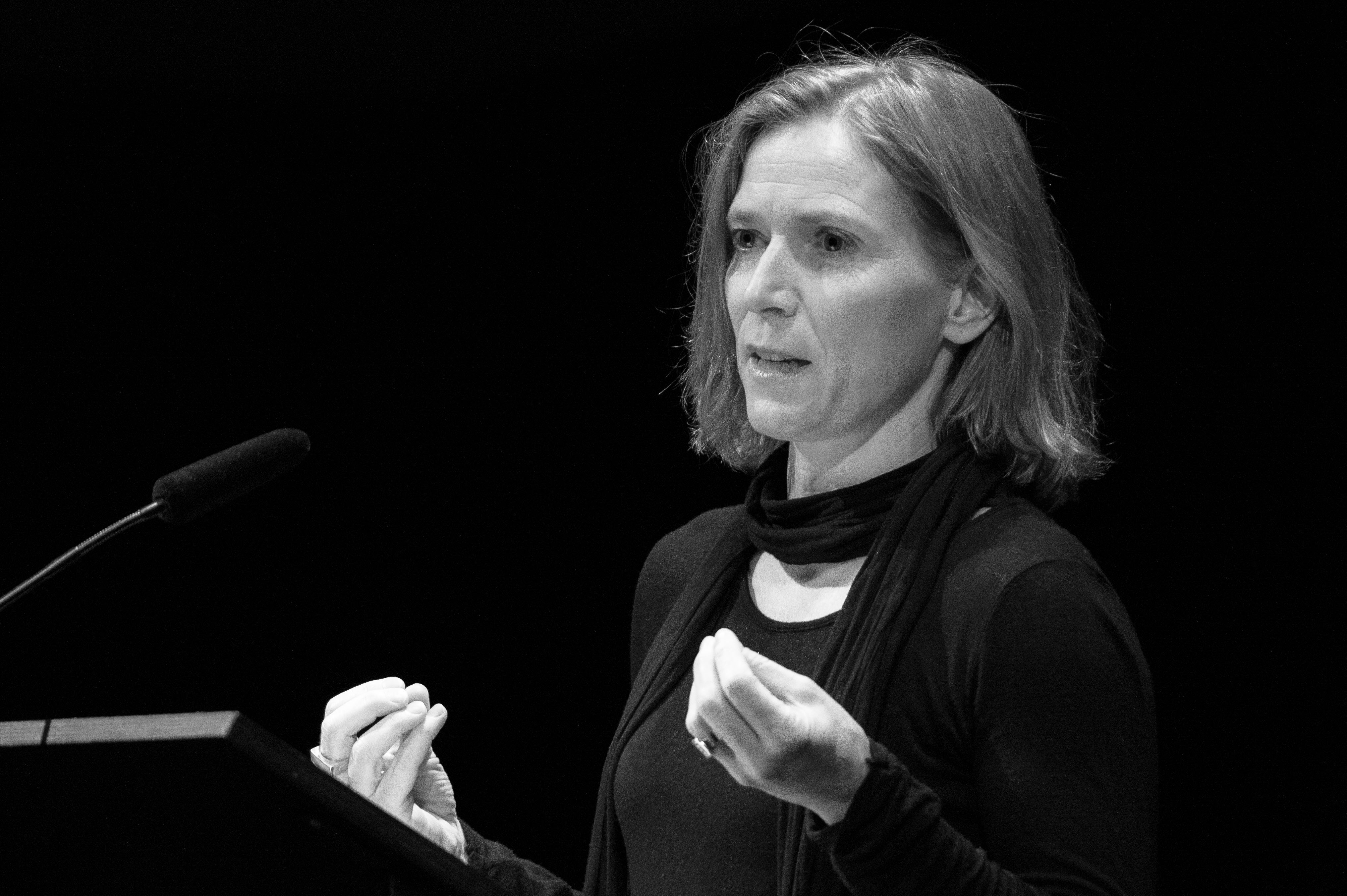
Judith Hofmann, 2013

Judith Hofmann (* 14. Mai 1967 in Zürich) ist eine im deutschsprachigen Raum tätige Schweizer Schauspielerin. 2019 gewann sie den Schweizer Filmpreis als beste Hauptdarstellerin für ihre Rolle der Ruth in Simon Jaquemets Spielfilm Der Unschuldige.

## Leben und Karriere
Ihre Schauspielausbildung absolvierte sie von 1990 bis 1994 am Max Reinhardt Seminar in Wien. Nach Stationen am Schauspielhaus Wien, am Bayerischen Staatsschauspiel, Residenztheater in München und Burgtheater in Wien war sie zwischen 2001 und 2009 festes Ensemblemitglied am Thalia Theater Hamburg. Als der dortige Intendant Ulrich Khuon 2009 an das Deutsche Theater Berlin ging, wechselte auch Hofmann nach Berlin. Dort arbeitete sie mit Regisseuren wie Andreas Kriegenburg, Alize Zandwijk, Stephan Kimmig, Jette Steckel, Rafael Sanchez, René Pollesch, Anne Lenk, Daniela Löffner, Tom Kühnel und Jürgen Kuttner. 2022 kündigte sie ihr festes Engagement und arbeitet seitdem freischaffend. 
Judith Hofmann lebt in der Schweiz und hat 2 Kinder.

## Filmografie
- 2001: Studers erster Fall (Fernsehfilm)
- 2004: Im Nordwind
- 2006: Schönes Wochenende (Fernsehfilm)
- 2007: Kein Zurück – Studers neuster Fall (Fernsehfilm)
- 2012: Dans Le Jardin Du Nil (Kurzfilm)
- 2013: Rosie
- 2013: Kursverlust (Fernsehfilm)
- 2015: Tatort: Ätzend (Fernsehfilm)
- 2017: Der Bestatter (Fernsehserie, 6 Folgen)
- 2017: Macht euch keine Sorgen!
- 2018: Der Unschuldige von Simon Jaquemet
- 2020: Tödliche Geheimnisse – Das Versprechen (Fernsehfilm)
- 2020: Die Getriebenen (Fernsehfilm)
- 2021: Ein nasser Hund
- 2021–2024: Neumatt (Fernsehserie, 7 Folgen)
- 2022: Alle reden übers Wetter
- 2022: Die Drei von der Müllabfuhr – Zu gut für die Tonne
- 2023: Maret
- 2024: The Exalted
- 2025: Die Beschatter – Der Todesengel (Fernsehserie)
- 2025: Tatort: Mike & Nisha

## Theater
- 1992/93: Schauspielhaus in Wien
- 1994–99: Bayerisches Staatsschauspiel , Residenztheater in München
- 1999–2001: Burgtheater in Wien
- 2001–2009: Thalia Theater Hamburg
- 2009–2022: Deutsches Theater Berlin[2][3]
- 2024-25 Schauspielhaus Zürich

## Sprechertätigkeit
- 2011: Allein bin ich viel (Deutschlandradio)
- 2011: Ulysses (SWR)
- 2012: Big Girl Now (rbb)
- 2013: Nur nachts (NDR)

## Auszeichnungen

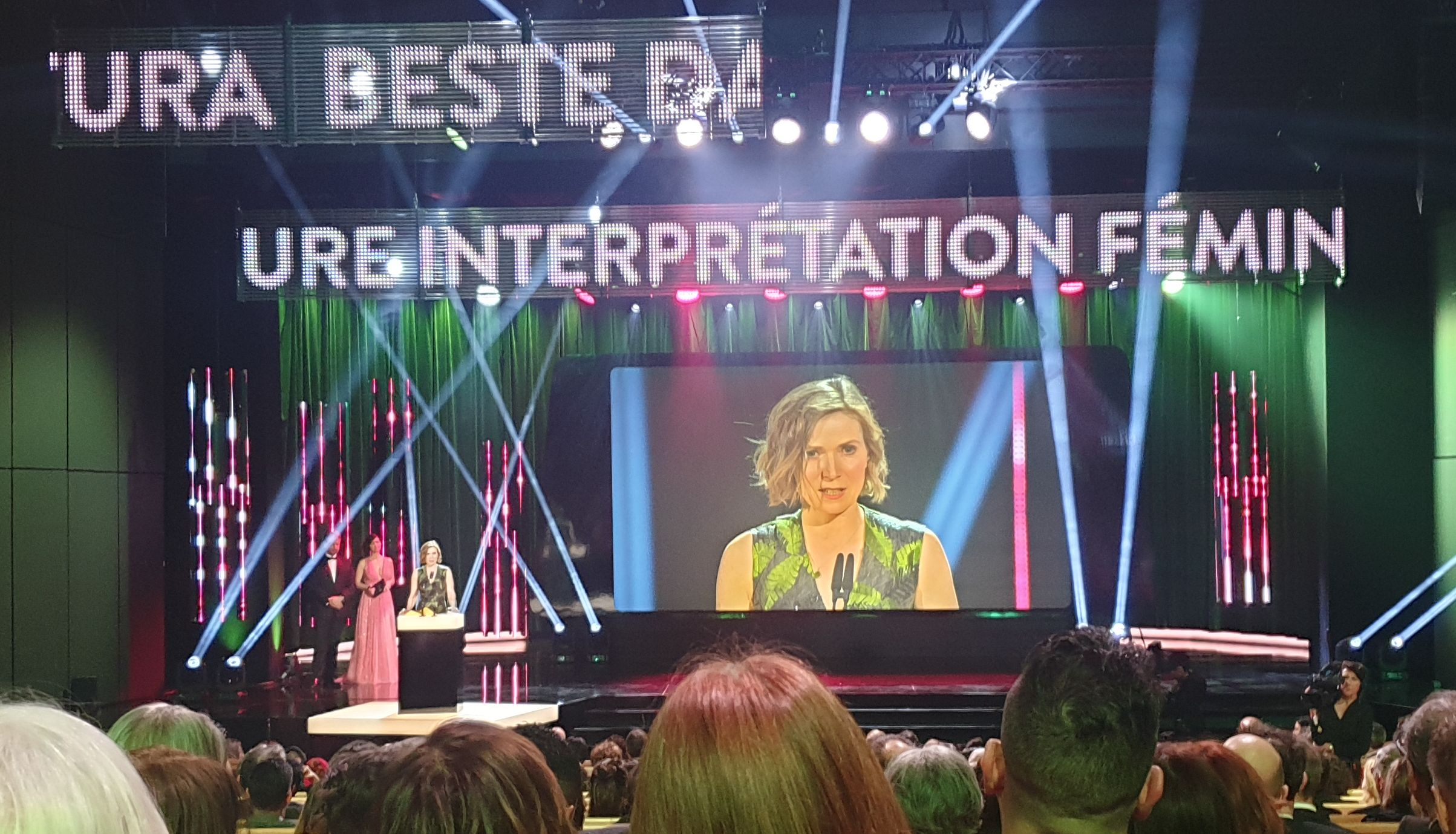
Judith Hofmann als Gewinnerin des Schweizer Filmpreises 2019

- 1998: Stern des Jahres der Münchner «Abendzeitung» für die Rolle der Lena
- 2006: nominiert für den Nestroy-Theaterpreis
- 2010: Tilla-Durieux-Schmuck von Tilla Durieux[4]
- 2013: nominiert für den Schweizer Filmpreis/Beste Nebenrolle in Rosie[5]
- 2019: Schweizer Filmpreis als beste Darstellerin für ihre Rolle als Ruth in Der Unschuldige